# Pedro Eugenio Granjo
Nacido en Castellón de la Plana, España el 27 de noviembre de 1987, Pedro Eugenio Granjo es un luchador de Karate Kyokushin, Kick Boxing y Artes Marciales Mixtas (MMA).
Su primer debut profesional en la compañía M1 Global fue con Damir Ismagulov actual luchador de UFC.
Comenzó su formación en las artes marciales a los 7 años con la disciplina de Judo, para más tarde añadir Taekwondo, disciplina que aprendió de mano de su tío Eugenio Granjo. Entrenó en diferentes disciplinas, como Jiujitsu, Muay Thai, Sanda y Karate Shotokan, para finalmente para centrarse en Kyokushin y Kick Boxing, tanto como entrenador como competidor.

## Carrera deportiva
A lo largo de su larga trayectoria deportiva, Pedro Granjo ha conseguido varios títulos en diferentes disciplinas, siendo el único español en conseguir el campeonato nacional en 3 modalidades de combate: Karate, Kick Boxing y MMA.
Entre sus logros más recientes, destacan:

### Low Kick Championship
Después de conseguir tres victorias consecutivas contra David Ronin, Anass Banan, y el argelino Hadmed Anes Habadi, Pedro Eugenio Granjo se posicionó como el número uno del raking mundial de Low Kick Championship el 8 de febrero del 2025, en Meliana, Valencia.
El 9 de Agosto se coronó Campeón Nacional  en la 5° edicion celebrada en Mallorca, como el primer Español en obtener el cinturón de la mano del presidente de la compañia Lowkickchampionship Abraham Gallard.

### Karate Kyokushin
Campeón europeo de Kyokushin Karate, y varias veces campeón de España de peso ligero -70 kg.
El último Nacional de karate kyokushinkai fue en la IFK de Shihan Babiloni en Valencia - 70kg Año 2023.
Ha disputado varios Open Nacional de Karate Kyokushinkai en diferentes pesos -70, -75, -80 y Open. También fue campeón del Open Nintai Kyokushin-kan en 2022.

### Kick boxing  Muay Thai y K-1 Rules
Campeón de España de kickboxing Profesional bajo las reglas K-1 de la World kickboxing and Karate Asociation.
El 24 de mayo, Pedro Eugenio Granjo ha vuelto a proclamarse campeón ante el rival Carlos García el Potro en un combate duro de 5 asaltos, donde Granjo sacó sus armas del kyokushin karate para alzarse con el título.
Campeón Autonómico por la FKMCV en Muay thai y en kickboxing, low kick.
Campeón nacional de Kick boxing  por WKA y Campeón de K-1 por la federación Española de Kickboxing, FEKM .
Primer español en pelear en la liga profesional de Kick boxing KWU SENSHI, participando en la 8.ª edición contra Dragomir Petrov en Bulgaria. Renovado el título de campeón nacional el 24 de mayo del 2025 contra Carlos García "El Potro".

### MMA
Primer español en ganar el primer título Nacional oficial de MMA por la federación de luchas Olímpicas, disputando el cinturón profesional de la promotora Mix Fight Events contra José Luis Zapater Aguirre "Titin".

### M-1 Global
Pedro Granjo compitió en la liga rusa M-1 GLOBAL, con un palmarés de 3-2-0, llegando a pelear contra el campeón asiático Damir Ismagulov.

## Características personales y estilo de combate
Con una estatura de 1.70 metros, y un peso aproximado de 70 kg, Pedro Eugenio Granjo se distingue por su estilo de combate basado en Karate Kyokushin, el cual combina con técnicas de Kick boxing y MMA.

## Entrenamiento
Actualmente, Pedro Granjo entrena e imparte formación de Kyokushin, Kick boxing y MMA en el club Templo Marcial Castellón, situado en Castellón de la Plana. También imparte clases de Kyokushin en otras poblaciones, como Almassora y La Pobla Tornesa.

## Delegación de Karate Kyokushin
Pedro Eugenio Granjo es delegado en España de la organización internacional de Karate Kyokushin, Kyokushin World KyokushinKaikan